# Campanula rapunculoides
La campanula serpeggiante (nome scientifico Campanula rapunculoides L., 1753) è una pianta erbacea dai fiori blu a forma di campanella appartenente alla famiglia delle Campanulaceae.

## Etimologia
Il nome generico (campanula) deriva dalla forma a campana del fiore; in particolare il vocabolo deriva dal latino e significa: piccola campana.

Dalle documentazioni risulta che il primo ad usare il nome botanico di Campanula sia stato il naturalista belga Rembert Dodoens, vissuto fra il 1517 e il 1585. Tale nome comunque era in uso già da tempo, anche se modificato, in molte lingue europee. Infatti nel francese arcaico queste piante venivano chiamate campanelles (oggi si dicono campanules o clochettes), mentre in tedesco vengono dette Glockenblumen e in inglese bellflower o bluebell. In italiano vengono chiamate campanelle. L'epiteto specifico (rapunculoides) significa "simile al raperonzolo" e fa riferimento alle radici gonfie di quest'ultimo.
Il binomio scientifico della pianta di questa voce è stato proposto da Carl von Linné (1707 – 1778) biologo e scrittore svedese, considerato il padre della moderna classificazione scientifica degli organismi viventi, nella pubblicazione Species Plantarum - 1:. 165 1753 del 1753.

## Descrizione

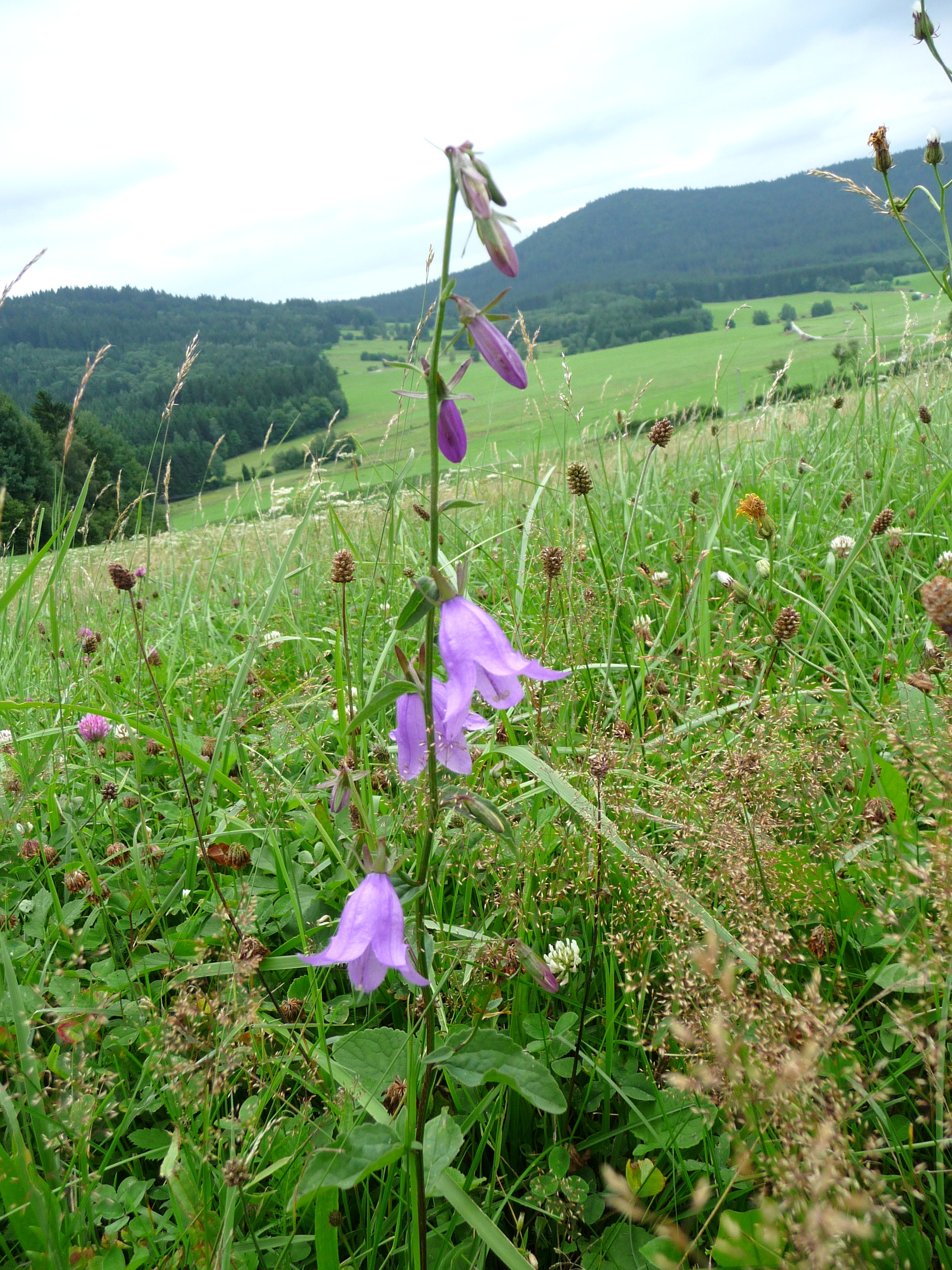
Il portamento

Queste piante possono arrivare fino a 3 - 10 dm di altezza. La forma biologica è emicriptofita scaposa (H scap), ossia in generale sono piante erbacee, a ciclo biologico perenne, con gemme svernanti al livello del suolo e protette dalla lettiera o dalla neve e sono dotate di un asse fiorale eretto e spesso privo di foglie. La forma biologica può anche essere considerata geofita rizomatosa (G rhiz); ossia piante perenni erbacee che portano le gemme in posizione sotterranea; durante la stagione avversa non presentano organi aerei e le gemme si trovano in organi sotterranei come bulbi, tuberi e rizomi, fusti sotterranei dai quali, ogni anno, si dipartono radici e fusti aerei. Contengono lattice lattescente e accumulano inulina.

### Radici
Le radici sono secondarie dal colletto e dal rizoma.

### Fusto
- Parte ipogea: la parte sotterranea consiste in un corto rizoma.
- Parte epigea: la parte aerea del fusto è eretta e semplice (non ramosa); la sezione è cilindrica; la superficie è sparsamente pubescente. Alla base possono essere presenti degli stoloni striscianti.

### Foglie

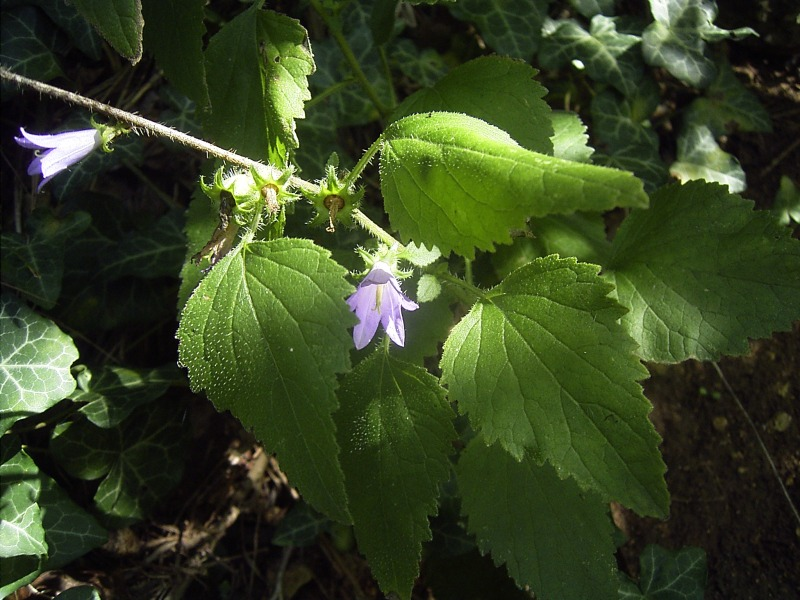
Le foglie inferiori

Le foglie si dividono in foglie basali e foglie cauline inferiori e superiori. La forma in genere è lanceolata (quasi triangolare per quelle inferiori) con bordi seghettati; il colore è verde e la superficie è ispida o subglabra. Quelle basali sono picciolate con base cuoriforme. Le superiori sono sessili, più strette e tronche. Dimensione della lamina delle foglie basali: larghezza 4 – 5 cm; lunghezza 5 – 12 cm.

### Infiorescenza

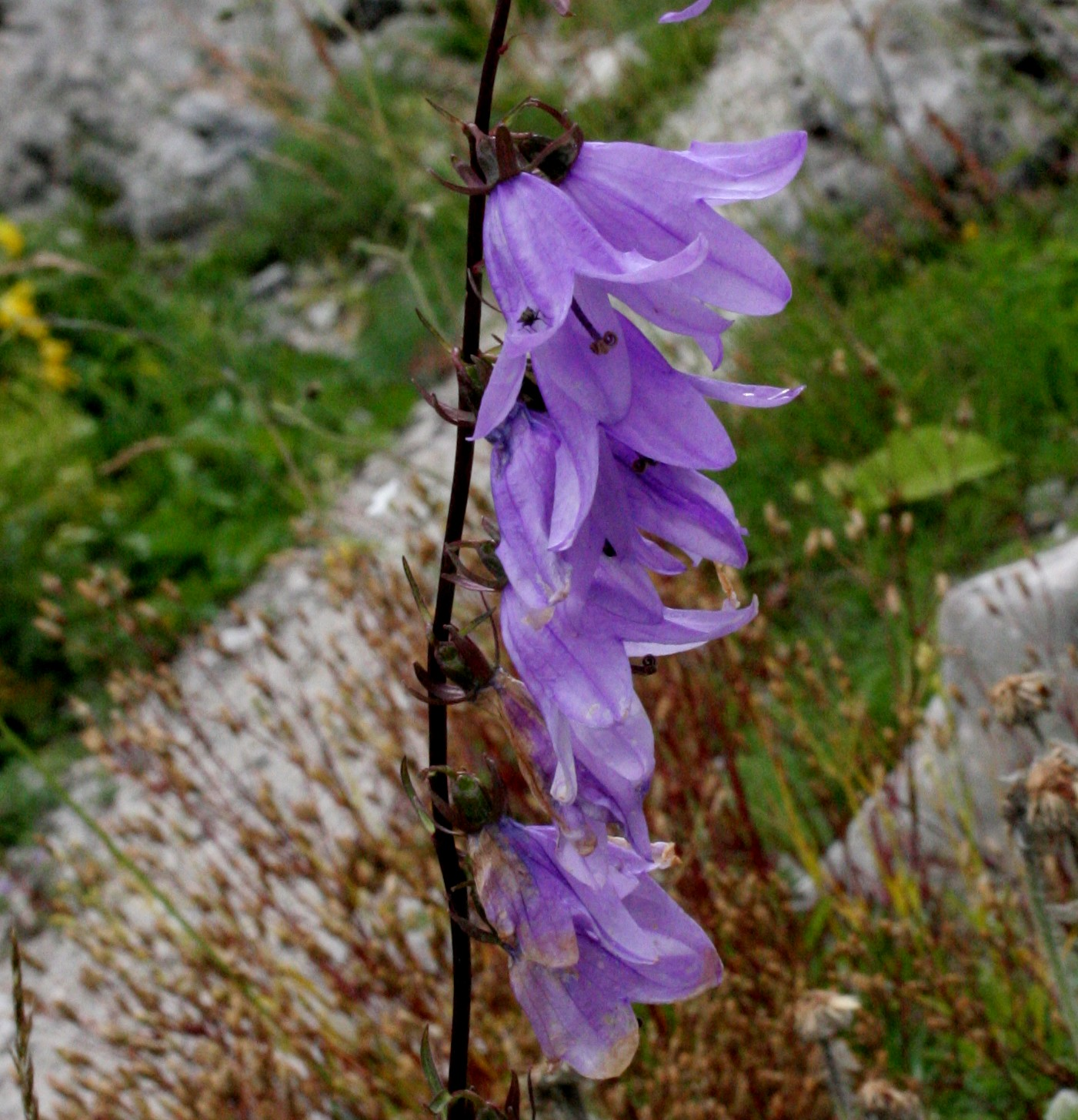
Infiorescenza unilaterale
"Giardino Botanico delle Alpi Orientali", Monte Faverghera (BL), 1500 m s.l.m. - 14 agosto 2009

Le infiorescenze sono delle spighe unilaterali con numerosi fiori peduncolati. Il peduncolo è isolato ed è lungo 4 – 8 mm.

### Fiore

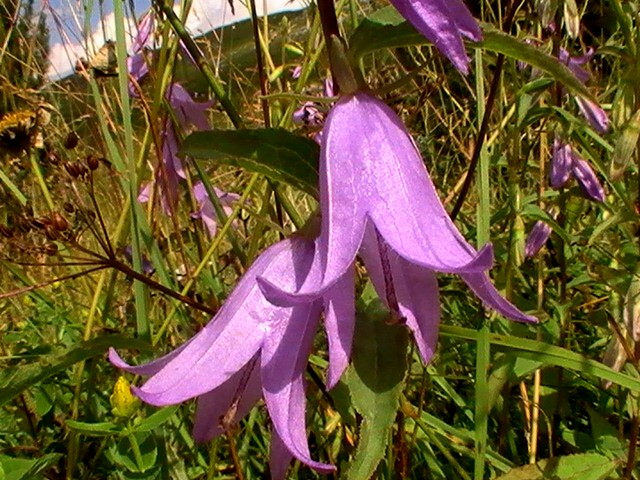
I fiori
"Giardino Botanico delle Alpi Orientali", Monte Faverghera (BL), 1500 m s.l.m. - 14 agosto 2009

I fiori sono tetra-ciclici, ossia sono presenti 4 verticilli: calice – corolla – androceo – gineceo (in questo caso il perianzio è ben distinto tra calice e corolla) e pentameri (ogni verticillo ha 5 elementi). I fiori sono gamopetali, ermafroditi e attinomorfi. Il portamento dei fiori è pendulo. Lunghezza del fiore: 20 – 30 mm.
- Formula fiorale: per questa pianta viene indicata la seguente formula fiorale:

K (5), C (5), A (5), G (2-5), infero, capsula
- Calice: il calice è un tubo terminante in 5 lacinie (sepali) patenti. Lunghezza del tubo: 5 mm. Dimensione delle lacinie: larghezza 2 mm; lunghezza 10 mm.
- Corolla: la corolla campanulata è formata da 5 petali più o meno concresciuti in un tubo; i denti della corolla, appena carenati, sono acuti e patenti (durante la fase dell'appassimento diventano riflessi). Il colore della corolla è azzurro-violaceo. Lunghezza del tubo: 10 – 15 mm. Dimensione dei denti: larghezza 8 mm; lunghezza 12 mm.

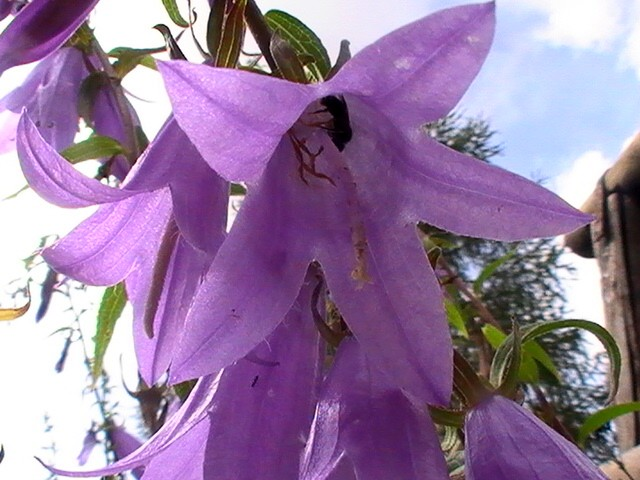
Stami e stilo
"Giardino Botanico delle Alpi Orientali", Monte Faverghera (BL), 1500 m s.l.m. - 14 agosto 2009

- Androceo: gli stami sono 5 con antere, libere (ossia saldate solamente alla base) e filamenti sottili ma membranosi alla base. Il polline è 3-porato e spinuloso.
- Gineceo: lo stilo è unico con 3 stigmi. L'ovario è infero, 3-loculare con placentazione assile (centrale), formato da 3 carpelli (ovario sincarpico). Lo stilo possiede dei peli per raccogliere il polline.
- Fioritura: da giugno a agosto (settembre).

### Frutti
I frutti sono delle capsule poricide 3-loculare, ossia deiscenti mediante pori laterali aprentesi inferiormente ai denti calicini; i semi sono molto minuti. La capsula è pendula.

## Riproduzione
- Impollinazione: l'impollinazione avviene tramite insetti (impollinazione entomogama). In queste piante è presente un particolare meccanismo a "pistone": le antere formano un tubo nel quale viene rilasciato il polline raccolto successivamente dai peli dallo stilo che nel frattempo si accresce e porta il polline verso l'esterno.[9]
- Riproduzione: la fecondazione avviene fondamentalmente tramite l'impollinazione dei fiori (vedi sopra).
- Dispersione: i semi cadendo a terra (dopo essere stati trasportati per alcuni metri dal vento, essendo molto minuti e leggeri – disseminazione anemocora) sono successivamente dispersi soprattutto da insetti tipo formiche (disseminazione mirmecoria).

## Distribuzione e habitat

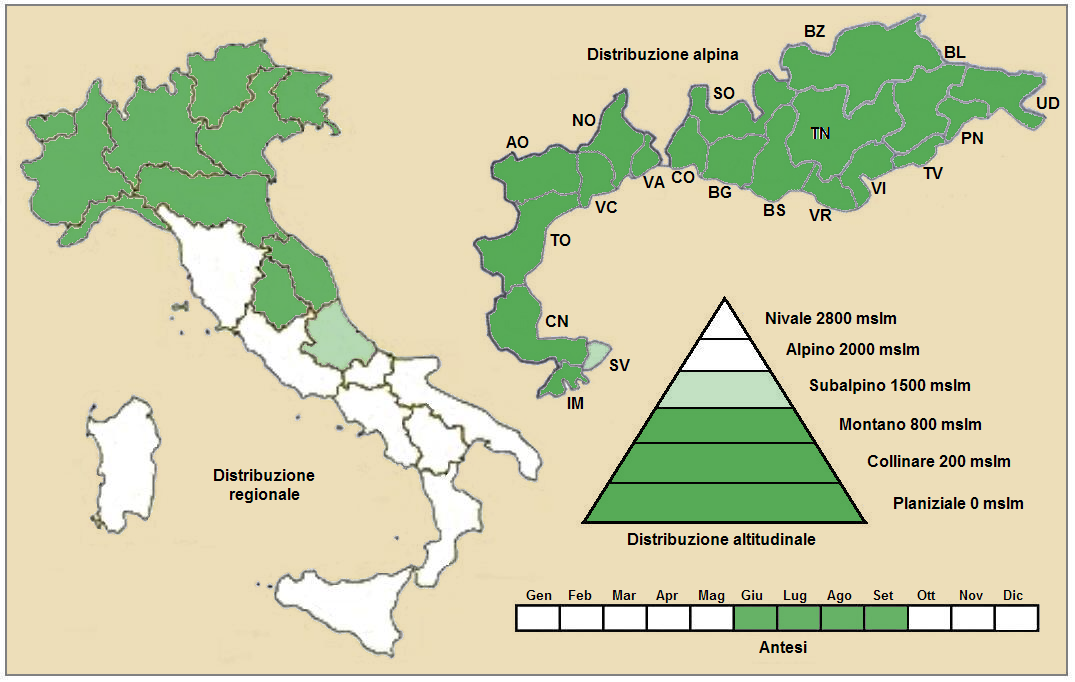
Distribuzione della pianta
(Distribuzione regionale – Distribuzione alpina)

- Geoelemento: il tipo corologico (area di origine) è Europeo - Caucasico.
- Distribuzione: in Italia è presente solamente al nord. Nelle Alpi è presente ovunque. Sugli altri rilievi europei collegati alle Alpi si trova nella Foresta Nera, Vosgi, Massiccio del Giura, Massiccio Centrale, Pirenei, Monti Balcani e Carpazi.[11] Altrimenti questa pianta cresce spontanea dall'Europa centrale fino all'Asia minore (attraverso il Caucaso). Si trova anche nell'America del Nord.[13]
- Habitat: l'habitat tipico sono le boscaglie, i cedui e lungo le siepi e le vigne; ma anche lungo i margini erbacei e gli arbusteti meso-termofili. Il substrato preferito è calcareo ma anche calcareo/siliceo con pH basico, medi valori nutrizionali del terreno che deve essere umido.[11]
- Distribuzione altitudinale: sui rilievi queste piante si possono trovare fino a 1400 m s.l.m. (massimo 2100 m s.l.m.); frequentano quindi i seguenti piani vegetazionali: montano e collinare e in parte subalpino (oltre a quello planiziale – a livello del mare).

### Fitosociologia
Dal punto di vista fitosociologico Campanula rapunculoides appartiene alla seguente comunità vegetale:
Formazione: delle comunità delle macro- e megaforbie terrestri
Classe: Trifolio-Geranietea sanguinei
Ordine: Origanetalia vulgaris
Alleanza: Geranion sanguinei

## Tassonomia
La famiglia di appartenenza della Campanula rapunculoides (Campanulaceae) è relativamente numerosa con 89 generi per oltre 2000 specie (sul territorio italiano si contano una dozzina di generi per un totale di circa 100 specie); comprende erbacee ma anche arbusti, distribuiti in tutto il mondo, ma soprattutto nelle zone temperate. Il genere di questa voce appartiene alla sottofamiglia Campanuloideae (una delle cinque sottofamiglie nella quale è stata suddivisa la famiglia Campanulaceae) comprendente circa 50 generi (Campanula è uno di questi). Il genere Campanula a sua volta comprende 449 specie (circa 50 nella flora italiana) a distribuzione soprattutto circumboreale.

Il numero cromosomico di C. rapunculoides è: 2n = 102 (o anche 68).

### Variabilità
Per questa specie è riconosciuta valida la seguente sottospecie:
- Campanula rapunculoides subsp. cordifolia (K.Koch) Damboldt, 1976

### Sinonimi
Questa entità ha avuto nel tempo diverse nomenclature. L'elenco seguente indica alcuni tra i sinonimi più frequenti:
- Campanula azurea Sol. & Banks ex Sims
- Campanula bocconei J.F.Gmel.
- Campanula chysnysuensis Czerep.
- Campanula contracta Mutis ex Nyman
- Campanula crenata Link
- Campanula dumetorum Boiss.
- Campanula elegans Schult.
- Campanula foliosa Galushko
- Campanula glabricarpa Schleich.
- Campanula grossheimii Kharadze
- Campanula hortensis Meerb.
- Campanula infundibuliformis Sims
- Campanula lunariifolia Willd. ex Schult.
- Campanula macrostachya Panz. ex Schult.
- Campanula morifolia Salisb.
- Campanula neglecta Besser
- Campanula neglecta Downar
- Campanula nemorosa A.DC.
- Campanula nutans Lam.
- Campanula oenipontana Moretti ex A.DC.
- Campanula pyramidiflora Rchb.
- Campanula pyrenaica Willd. ex Steud.
- Campanula racemosa Opiz ex Steud.
- Campanula ranunculoides Uspensky
- Campanula rapunculiformis St.-Lag.
- Campanula rapunculoides f. crenata Hayek & Hegi
- Campanula rapunculoides var. glabrata Trautv.
- Campanula rapunculoides var. grandiflora K.Koch
- Campanula rapunculoides var. macrophylla A.DC.
- Campanula rapunculoides var. nana A.DC.
- Campanula rapunculoides var. nemorosa (A.DC.) Nyman
- Campanula rapunculoides var. oenipontana A.DC.
- Campanula rapunculoides var. racemosa Peterm.
- Campanula rapunculoides var. ramosissima Schur
- Campanula rapunculoides subsp. rapunculoides
- Campanula rapunculoides var. rapunculoides
- Campanula rapunculoides var. reflexa Peterm.
- Campanula rapunculoides f. secunda (F.W.Schmidt) Hayek & Hegi
- Campanula rapunculoides var. simplex K.Koch
- Campanula rapunculoides var. speciosa Knaf
- Campanula rapunculoides var. subsimplex Schur
- Campanula rapunculoides var. trachelioides (M.Bieb.) A.DC.
- Campanula rapunculoides f. trachelioides (M.Bieb.) Hayek & Hegi
- Campanula rapunculoides f. ucrainica (Besser) Hayek & Hegi
- Campanula rapunculoides var. ucranica (Besser) K.Koch
- Campanula rhomboidalis Gorter
- Campanula rhomboidea L.
- Campanula rhomboidea Falk
- Campanula rigida Gilib. [Invalid]
- Campanula rigida Stokes
- Campanula secunda F.W.Schmidt
- Campanula secundiflora Vis. & Pancic
- Campanula setosa J.C.Wendl.
- Campanula setosa Fisch. ex DC. [Invalid]
- Campanula speciosa Willd. ex Spreng.
- Campanula trachelioides M.Bieb.
- Campanula ucranica Besser
- Campanula ucranica Schult.
- Campanula urticifolia Turra
- Cenekia rapunculoides (L.) Opiz
- Cenekia rapunculoides var. racemosa (Peterm.) Opiz
- Cenekia rapunculoides var. reflexa (Peterm.) Opiz
- Cenekia rapunculoides var. speciosa (Knaf) Opiz
- Drymocodon rapunculoides (L.) Fourr.
- Rapunculus redivivus E.H.L.Krause

### Specie simili
Tre specie di Campanula, con infiorescenze più o meno simili, possono essere confuse con quella di questa voce:
- Campanula bononiensis L. - Campanula bolognese: si distingue per l'infiorescenza non unilaterale (piramidale) e le foglie biancastro-tomentose nella parte inferiore.
- Campanula trachelium L. - Campanula selvatica: i fiori sono più grandi, i denti del calice sono appressati alla corolla e la sezione del fusto è striata.
- Campanula latifolia L. - Campanula maggiore: i fiori sono ancora più grandi, i denti del calice sono appressati alla corolla e la sezione del fusto è striata; le foglie basali sono assenti alla fioritura.

## Usi

### Farmacia
In Russia, nell'ambito della medicina popolare, questo impianto veniva utilizzato come cura per l'idrofobia.

### Cucina
Una volta le radici di questa pianta venivano consumate crude.